# 裴进勇 (1997年)
裴进勇（越南语：／，1997年2月28日—）是越南足球运动员，司职守門員。现效力于V联赛胡志明FC。他出身清化省玉勒縣福盛社的一个芒族农民家庭，从小就对足球充满热情，并在当地的培训中心练习。2013年他被征召到清化青年队。2016年被清化队注册参加V联赛，2017年被提升到一线队。
2016年，裴进勇首次入选国家青年队，并在2016年10月的U-19亚洲杯决赛中成为越南U-19队的主力门将，帮助越南第一次获得2017年U-20世界杯入场券。世界杯的三场比赛裴进勇都首发上场，但最终球队并未出线。2018年初，裴进勇参加U-23亚洲杯，所有比赛均为首发并随队打进了决赛。8月印度尼西亚亚运会上他仍然是越南国奥队参加的主力门将。
弟弟裴进用也是职业球员，效力越南U-23。

## 身体和童年
裴进勇1997年2月28日出生在清化省玉勒县一个芒族家庭中。父亲裴文庆，母亲范氏调。 他有一个姐姐耀香和一个弟弟进用。家庭务农为生，进勇和弟弟早早就帮着家里干农活。
由于曾参加过玉勒运动会的足球，Dung的父亲教他的孩子们踢足球，所以两兄弟从小就对足球充满热情但没有条件训练。情况。到了二年级，裴天勇就表现出了他的热情，放学和放水牛之余，他留在村子的院子里练习足球。两兄弟因家庭原因拿香蕉叶、卷纸屑、或打破柚子打球。天勇两兄弟对足球的热情就源于那里。
12岁时，常春县的青俊青少年足球培训有限公司招收学生，两兄弟请他们的母亲学习。虽然家境艰难，但兄弟二人仍经叔叔与家人商量，前往青团中心学习文化、练习足球。最初，Dung 担任中后卫，但由于中锋位置缺乏门将位置，Dung 被推下守门员，并由清化公安足球队的前守门员指导。 .因为他的后卫位置训练比较晚，尽管他是一个有天赋的门将，脚下踢得很好，但有时裴天勇还是会犯错，犯一些不必要的错误。但过了一段时间，这个中心停止了工作，兄弟二人回到了自己的家中。就在这时，田勇看到了胡志明市越南足球人才投资发展基金（PVF）在清化有学生的消息。由于Dung年事已高，而且处境艰难，只有他的弟弟Tien Dung在录取过程中表现出色。而田勇不得不回到孟村做水管工，在村里采木薯出租，并帮助家庭经济。

## 足球生涯

### FLC 清化
2013年，曾想放弃球员生涯的进勇突然被主教练阮成勇召入清化队经过长时间的练习，2015年，Tien Dung在全国U19锦标赛上迅速占据了清化U19的主力。而FLC Thanh Hoa俱乐部购买了Thuong Xuan Center的青年训练合同，完全拥有Bui Tien Dung，晋升为一线队并注册参加V联赛。

### 国家青年队
| 年份     | 出战     | 零封     |
| 越南U-23 | 越南U-23 | 越南U-23 |
| -------- | -------- | -------- |
| 2017     | 1        | 1        |
| 2018     | 15       | 8        |
| 2019     | 4        | 4        |
| 2020     | 2        | 2        |
| 总计     | 21       | 15       |

| 裴进勇越南U-23国家队零封纪录 | 裴进勇越南U-23国家队零封纪录 | 裴进勇越南U-23国家队零封纪录 | 裴进勇越南U-23国家队零封纪录 | 裴进勇越南U-23国家队零封纪录 | 裴进勇越南U-23国家队零封纪录 |
| #                            | 日期                         | 地方                         | 竞争者                       | 结果                         | 锦标赛                       |
| ---------------------------- | ---------------------------- | ---------------------------- | ---------------------------- | ---------------------------- | ---------------------------- |
| 1.                           | 2017年7月19日                | 越南胡志明市                 | 东帝汶                       | 4–0                          | 2018年亚足联U-23资格赛       |
| 2.                           | 2018年1月14日                | 中国昆山                     |                              | 1–0                          | 2018年亚足联U-23锦标赛       |
| 3.                           | 2018年1月17日                | 中国常熟                     | 叙利亚                       | 0–0                          | 2018年亚足联U-23锦标赛       |
| 4.                           | 2018年8月5日                 | 越南河内                     | 阿曼                         | 1–0                          | 2018年 Vinaphone 杯          |
| 5.                           | 2018年8月14日                | 印度尼西亚芝卡朗             | 巴基斯坦                     | 3–0                          | 2018年亚运会                 |
| 6.                           | 2018年8月16日                | 印度尼西亚芝卡朗             | 尼泊尔                       | 2–0                          | 2018年亚运会                 |
| 7.                           | 2018年8月19日                | 印度尼西亚芝卡朗             | 日本                         | 1–0                          | 2018年亚运会                 |
| 8.                           | 2018年8月23日                | 印度尼西亚勿加泗             | 巴林                         | 1–0                          | 2018年亚运会                 |
| 9.                           | 2018年8月27日                | 印度尼西亚勿加泗             | 叙利亚                       | 1–0 (加时赛)                 | 2018年亚运会                 |
| 10.                          | 2019年3月22日                | 越南河内                     |                              | 6–0                          | 2020年亚足联U-23资格赛       |
| 11.                          | 2019年3月24日                | 越南河内                     | 印度尼西亞                   | 1–0                          | 2020年亚足联U-23资格赛       |
| 12.                          | 2019年3月26日                | 越南河内                     | 泰國                         | 4–0                          | 2020年亚足联U-23资格赛       |
| 13.                          | 2019年11月25日               | 菲律宾比南                   |                              | 6–0                          | 2019年东南亚运动会           |
| 14.                          | 2020年1月10日                | 泰国武里南                   | 阿联酋                       | 0-0                          | 2020年亚足联U-23锦标赛       |
| 15.                          | 2020年1月13日                | 泰国武里南                   | 约旦                         | 0-0                          | 2020年亚足联U-23锦标赛       |

| 年份       | 出战       | 零封       |
| 越南国家队 | 越南国家队 | 越南国家队 |
| ---------- | ---------- | ---------- |
| 2017年     | 0          | 0          |
| 2018年     | 1          | 0          |
| 2019年     | 0          | 0          |
| 总计       | 1          | 0          |

## 个人生活
裴进勇被家人和邻居形容为对父母孝顺的儿子，回家后经常帮父母打扫屋子和饲养牲畜。他有在训练和比赛后写日记的习惯，并远离烟酒茶等兴奋剂。弟弟裴进用也是职业球员和越南国家队员，目前效力于岘港SHB。裴进勇钦慕捷克门将切赫。

## 荣誉

### 俱乐部
FLC 清化

- 越甲：亚军（2017）

河内FC
- 越甲：冠军 (2019)
- 越南国家杯：冠军 (2019)

### 国家队
越南U-19
- 亚足联U-19锦标赛：季军（2016）

越南U-22
- 东南亚运动会：冠军（2019）

越南U-23
- 亚足联U-23锦标赛：亚军（2018）
- M-150杯：季军（2017）
- 亚运会：第四名（2018）

越南国家队
- 东南亚锦标赛：冠军（2018）

### 个人
越南国家U-23足球队在2018年亚足联U-23锦标赛上获得亚军，国家主席陈大光签署第125号决定，授予劳动奖章表彰其出色表现。

## 扩展阅读
- 《U23火风暴——常州白雪》，越南体育体操出版社，2018